# Wittenbergen (Hamburg)
Koordinaten: 53° 33′ 57,9″ N, 9° 45′ 19,2″ O

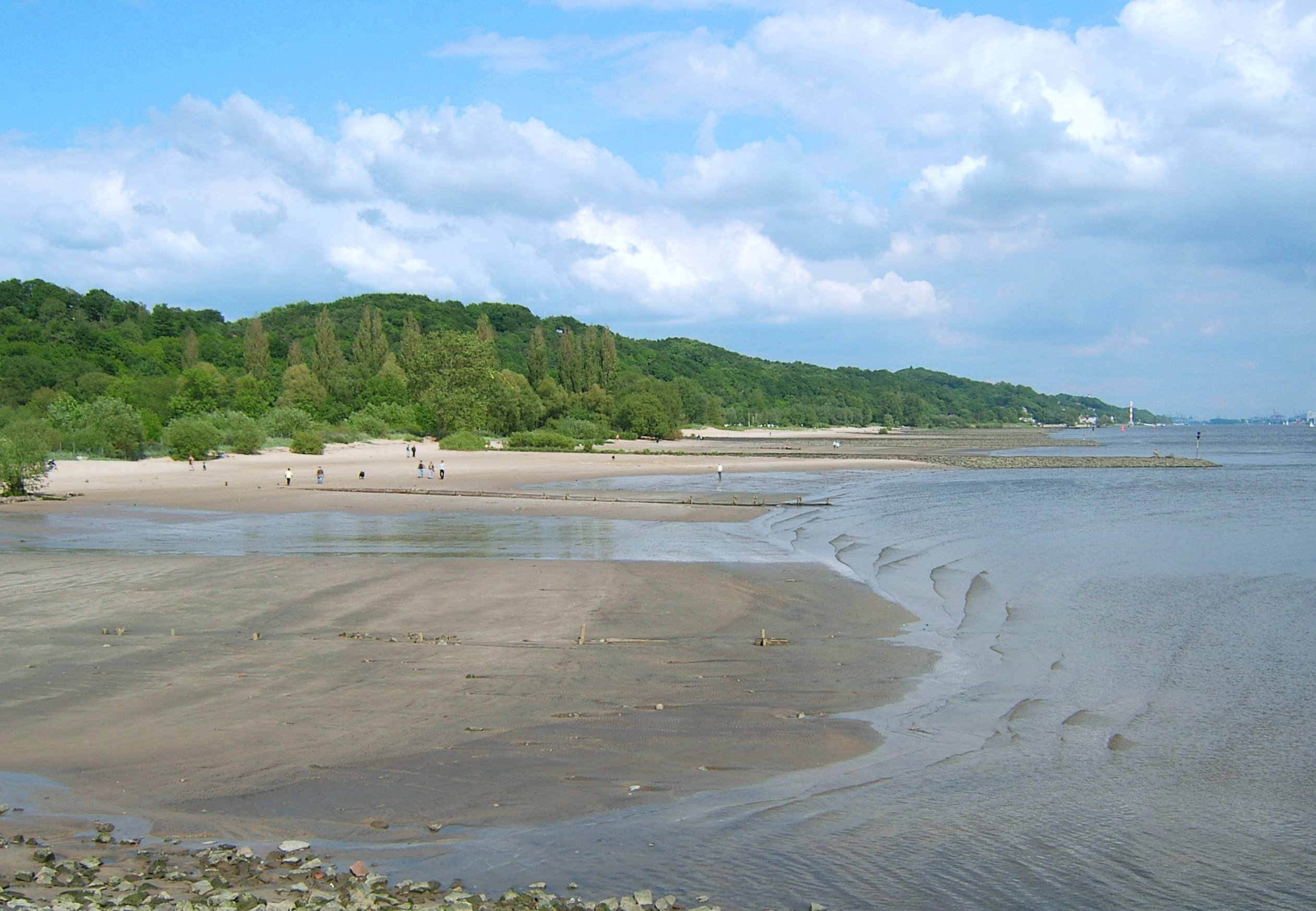
Elbstrand Wittenbergener Ufer/ Falkensteiner Ufer

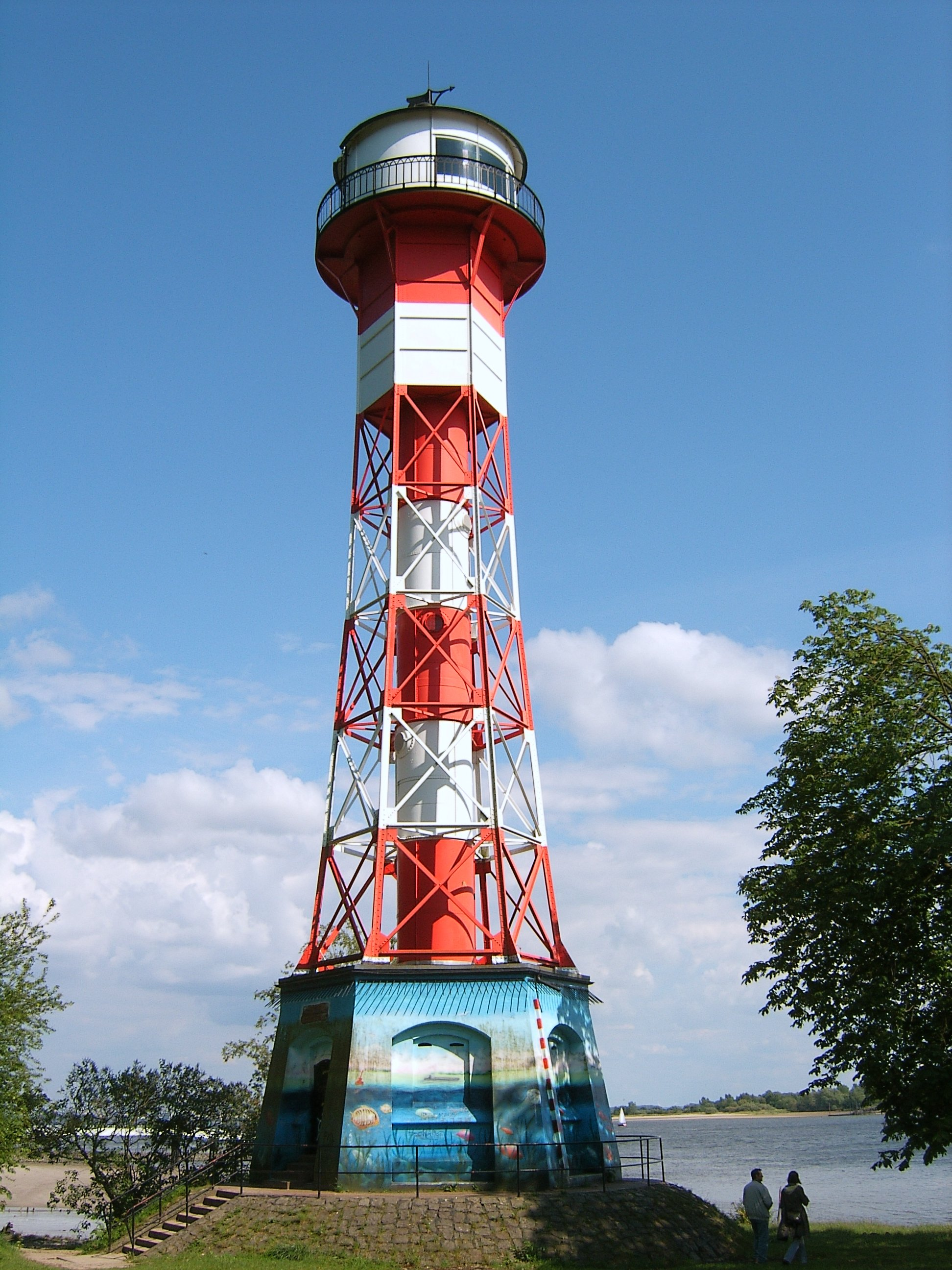
Leuchtturm Wittenbergen, Unterfeuer

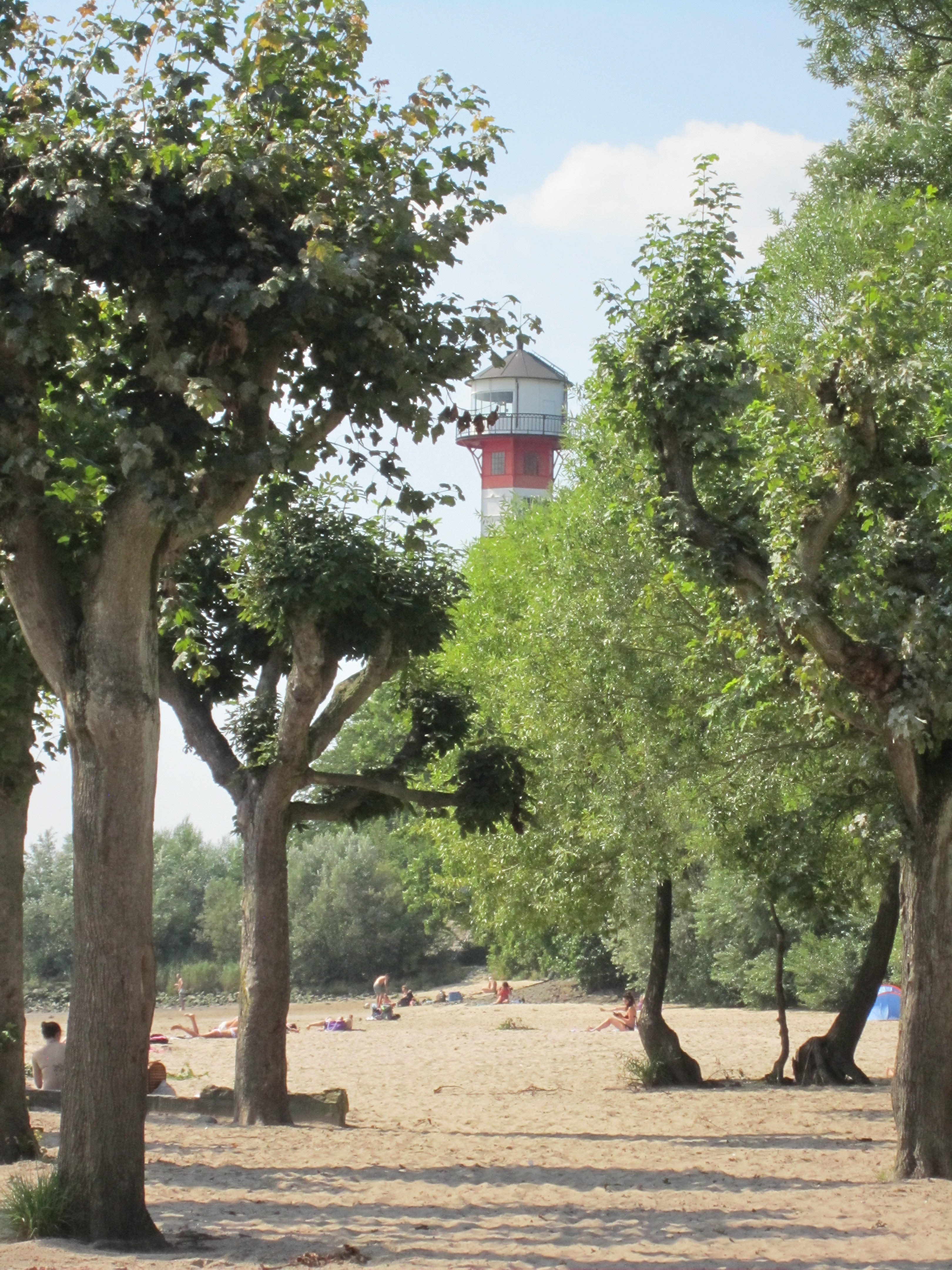
Hinterer Bereich des Wittenbergener Strandes

Wittenbergen ist ein Ort an der Unterelbe, er gehört zum Hamburger Stadtteil Rissen.

## Geographie
Wittenbergen grenzt im Norden an den Ortskern von Rissen, im Osten, stromaufwärts, an das Landschaftsschutzgebiet Falkenstein in Blankenese, im Süden an die Elbe mit Blick zur  Elbinsel Neßsand und im Westen, stromabwärts, an den Ortsteil Schulau der Stadt Wedel in Schleswig-Holstein.

## Naturdenkmäler
In Wittenbergen liegt das Naturschutzgebiet Wittenbergen, ein 67 Hektar großes Areal, das aus dem höchsten Hamburger Elbhang, einer Binnendüne, einem Eichkrattwald, einer Heidelandschaft und den Elbwiesen besteht.
Am Wittenbergener Ufer setzt sich der letzte Hamburger Naturstrand vom Falkensteiner Ufer fort.

## Wirtschaft und Verkehr

### Schifffahrt
Wittenbergen ist der Standort des Leuchtturms Wittenbergen, eines rot-weiß gestreiften Elbe-Unterfeuers, das zusammen mit dem 800 Meter entfernten Oberfeuer, dem Leuchtturm Tinsdal, seit 1900 in Betrieb ist.
Nicht weit davon liegt der Anleger Wittenbergen-Strand, der nur im Sommerhalbjahr von Ausflugsschiffen der HADAG bedient wird.
Im Mai 2008 wurde der Sandstrand zwischen dem Leuchtturm und dem Anleger, der durch den Schiffsverkehr auf der Elbe über die Jahre in Mitleidenschaft gezogen worden war, durch Aufspülungen im Regenbogen-Verfahren und mit Uferbefestigungen saniert.

### Tourismus
In Wittenbergen steht das Schullandheim Wittenbergen des Hamburger Schulvereins von 1875, das Platz für zwei Übernachtungsgruppen bietet.
Am Falkensteiner Ufer 101 liegt direkt neben den Elbwiesen der öffentliche Campingplatz ElbeCamp.